# Dirce Reis (ort)
Dirce Reis är en ort i Brasilien.   Den ligger i kommunen Dirce Reis och delstaten São Paulo, i den södra delen av landet, 600 km sydväst om huvudstaden Brasília. Dirce Reis ligger 401 meter över havet och antalet invånare är 1 689.
Terrängen runt Dirce Reis är platt. Runt Dirce Reis är det ganska glesbefolkat, med 31 invånare per kvadratkilometer.. Närmaste större samhälle är Pontalinda, 9,1 km öster om Dirce Reis.
Omgivningarna runt Dirce Reis är huvudsakligen savann.